# Kétegyházi tanyák megállóhely
A Kétegyházi tanyák megállóhely egy magyarországi vasúti megállóhely volt Kétegyháza településen. 1972-ben szűnt meg a személyforgalom, addig a MÁV üzemeltette.

## Története
A megállóhelynél a késő bronzkori gávai kultúra emlékeit tárták fel. A megállóhelyet 1883-ban adták át a Békéscsaba-Kétegyháza-Mezőhegyes-Újszeged vasútvonal negyedik részével.[forrás?] 1971-re az állomás forgalma annyira lecsökkent hogy csak napi 1-2 vonat állt meg a megállóhelyen. 1972-ben már az összes vonat megállás nélkül haladt át. A megállóhely épületét mára már lebontották, így már csak a peronja maradt meg.[forrás?]

## Kapcsolódó állomások
A Kétegyházi tanyák megállóhely Szabadkígyós vasútállomás és Kétegyháza vasútállomás között található a Szolnok–Békéscsaba–Lőkösháza-vasútvonalon.

## Vasútvonalak
A megállóhelyet az alábbi vasútvonalak érintik:
- Szajol–Lőkösháza-vasútvonal